# Лезгины в Узбекистане
Лезги́ны в Узбекиста́не — одна из немногочисленных национальных общин Узбекистана. В 2009 году её численность оценивалась в 4,3 тыс. человек.

## История
Первое упоминание о лезгинах в Узбекистане в середине XVIII века имеется в источнике «Гулыпан-уль-мулюк», где сообщается о большой партии лезгин, пришедшей в Бухарское и Хивинское ханства в составе войск Надир-шаха.
В конце XIX — начале XX в. один из кварталов Бухары назывался «Лязгихо» («Лезгины»), хотя лезгин в квартале уже не было.

### Депортация
В 1930-е годы антиисламская политика Сталина и коммунистов спровоцировало лезгин на ответные меры, в результате чего вспыхнуло Штульское восстание во главе с имамом Гази Мухаммадом Штульским. Коммунистами к наказанию были привлечены 316 участников движения, из них 212 расстреляли, 104 осудили на сроки от 3 до 10 лет, остальных же с целью ассимиляции депортировали в Узбекистан а также в Кыргызстан, Туркменистан и Казахстан.

### Реабилитация
В 1989 году сталинские массовые репрессии были официально осуждены российскими властями и их жертвы подлежали юридической реабилитации. Некоторые исследователи предлагали включить в число реабилитированных и Штульского. Однако сделать это оказалось невозможно, так как расстрелянные лидеры повстанческих движений официально не считаются репрессированными.
Лезгины в конце XIX — начале XX веков были привлечены к работе на строительстве Среднеазиатской железной дороги (всего на самаркандском участке железной дороги работало 330 лезгина). В Самарканде в местном железнодорожном депо некоторое время работал известный впоследствии лезгинский поэт-ашуг Сулейман Стальский.

## Численность
Динамика численности лезгин в Узбекистане по переписям СССР, а также оценка 2020 год.
| 1926 | 1939 | 1959 | 1970 | 1979 | 1989 | 2020 |
| ---- | ---- | ---- | ---- | ---- | ---- | ---- |
| 329  | 749  | 716  | 1598 | 2049 | 3071 | 4100 |

В независимом Узбекистане переписи населения ни разу не проводились.